# Тихвінський Богородичний Успенський монастир
Тихвінський Богородичний Успенський монастир — чоловічий монастир Тихвінської єпархії Російської православної церкви в м. Тихвін. Побудований на березі річки Тихвінки, щоб служити місцем перебування, особливо шанованої на північному заході Росії, Тихвінської ікони Божої Матері.

## Історія

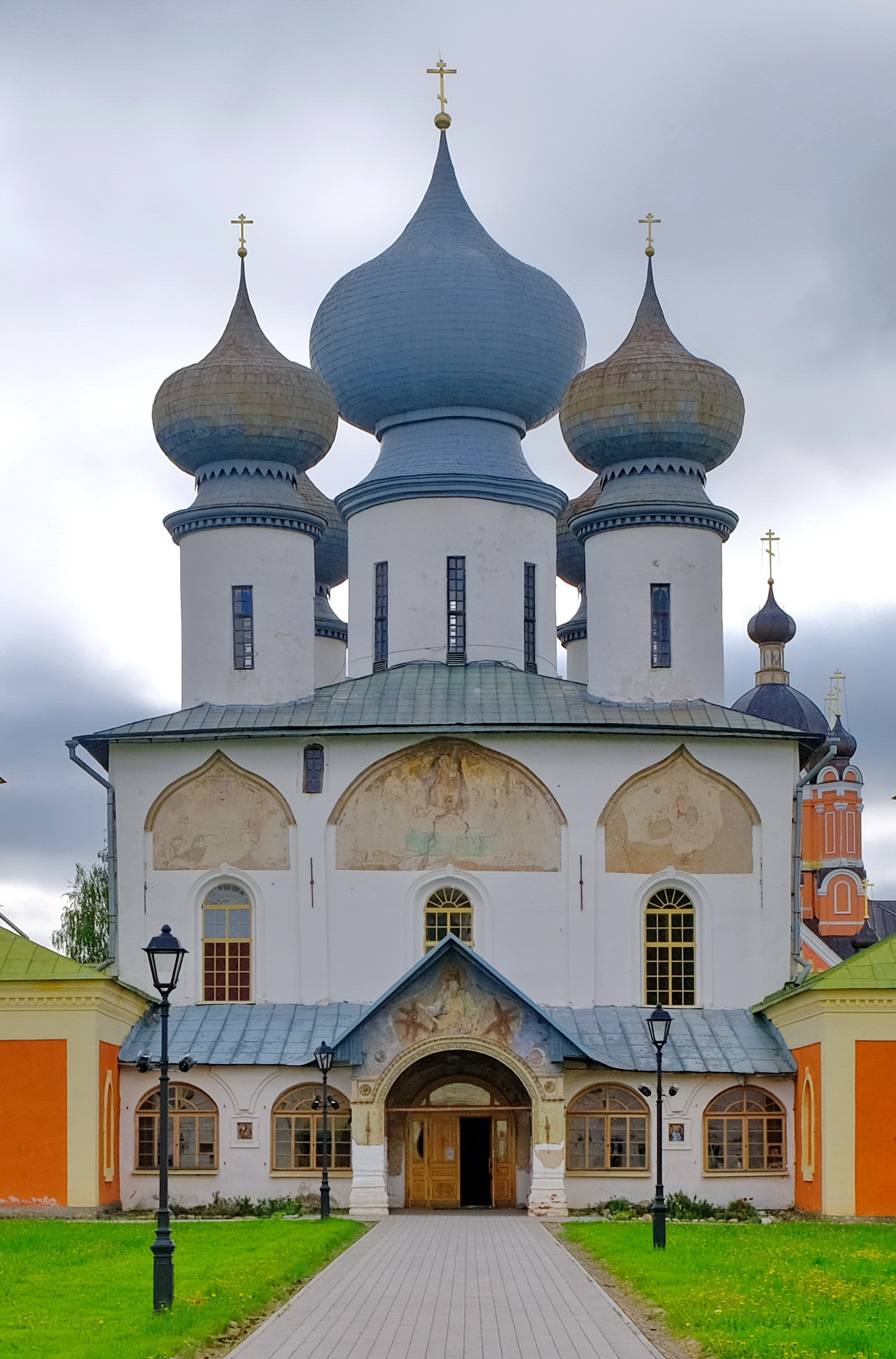
Успенський собор був побудований за 45 років до заснування монастиря

Заснований за вказівкою Івана Грозного від 10 лютого 1560 р. новгородським архієпископом Піменом. Роботами із влаштування обителі керував побожний новгородський ктитор Федір Сирков (страчений Іваном Грозним під час опричного погрому Новгорода). Термінам будівництва надавалося особливого значення, тому цар дозволив для усіх видів робіт використовувати селян із двадцяти волостей.
Головною реліквією монастиря є чудотворна Тихвінська ікона Божої Матері Одигітрії. Під час хресних ходів у монастирі використовувалася виносна ікона. Згідно одного із переказів, вона протягом 200 років перебувала в Старій Руссі у Спасо-Преображенському чоловічому монастирі (або ж у Воскресенському соборі міста), але була перенесена до Тихвіна. Нібито під час пошесті у Старій Руссі та Тихвіні якомусь «благоговійному чоловікові» було видіння згори, що лихо припиниться, якщо ікони Божої Матері у Старій Руссі та Тихвіні поміняються місцями. Після цього список Тихвінської ікони було принесено до Старої Русси, а староруська ікона — до Тихвіну; невдовзі після цього мор, за переказами, припинився.
За легендою, на одному з місць її чудесного явління віруючим у 1383 році було засновано храм. Після того як ікона спустилася в руки тих, хто молився перед нею на березі Тихвінки, там негайно того ж дня почалося будівництво храму Успіння Пресвятої Богородиці. Однак наступного дня вже поставлена основа зникла разом із іконою, а з'явилася на іншому боці річки. Після цього Богородиця в супроводі Миколая Чудотворця з'явилася паламарю Георгію, посланому сповістити околиці про освячення храму, що наближається, і наказала поставити на храмі дерев'яний, а не залізний хрест. На місці з'яви було споруджено каплицю на честь св. Миколая.

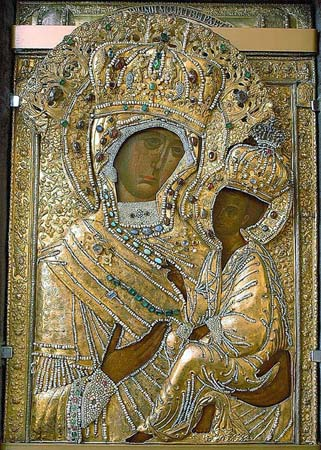
Тихвінська ікона Божої Матері

У 1390 році дерев'яні каплиця та храм згоріли, але ікона й дерев'яний хрест за переказами залишилися неушкодженими. 1395 року відновлені каплиця та храм знову згоріли. Втретє пожежа знищила церкву в 1500 році, ікона була врятована священиком Василем та його сином Стефаном. Храм був відбудований, але в 1510-му Василь III на тому місці наказав побудувати кам'яний храм (був освячений 12 серпня 1515 р.). У цей же час на місці явлення Богородиці паламарю Георгію був заснований малий Миколаївський Бесідний монастир, який ще існував у 1859 р.
У 1613 році монастир був обложений шведською армією під проводом Якоба Делагарді, проте його захисники на чолі з князем Семеном Прозоровським змогли відбити декілька штурмів й утримати обитель до приходу підкріплення. У 1623-му Успенський собор монастиря був пошкоджений під час пожежі, проте оновлений до 1624 р. Тоді ж у соборі було влаштовано новий іконостас, який був оздоблений червоним золотом у 1794 році.
1747 року імператриця Єлизавета Петрівна розпорядилася збудувати навколо монастиря кам'яну огорожу. Її будівництво було розпочато у 1766 році, а у 1788 р. закінчено західну частину. У 1795 році завершилося будівництво східної, північної та південної частин. Для цього були використані пожертвування імператорів Павла I та Олександра I (37 000 рублів) та власні кошти монастиря (близько 20 000 рублів). Загальна довжина огорожі досягала 450 сажнів.
З настанням епохи класицизму майже всі монастирські споруди були перебудовані відповідно до смаків нової епохи. У 1854 році монастирській ризниці було передано хрест роботи петербурзького майстра Ф. А. Верховцева.

## У XX столітті
У 1920-х роках храми монастиря були передані обновленцям, у 1930-х роках закриті, а ікона, яка вважалася чудотворною, стала експонатом місцевого краєзнавчого музею.
Монастир сильно постраждав за час ІІ Світової війни. Майже повністю було зруйновано дзвіницю. У путівнику «Пам'ятники архітектури Ленінградської області» (Будвидав, 1987) читаємо: «Ще недавно на місці історичної пам'ятки височіла безформна купа уламків, що залишилися з часів Великої Вітчизняної війни».
Відступаючи з Тихвіна, німецькі війська вивезли ікону до Пскова, де передали православної духовної місії. Потім ікона потрапила до Риги, Лібави, Яблонця, американської окупаційної зони в Німеччині, звідки єпископ Йоан (Гарклавс) вивіз її до Чикаго (США). Вмираючи, владика Йоан залишив заповіт, за яким повернення святині до Росії можливе лише за повного відродження Тихвінського монастиря.
У 1945 році церква Тихвінської ікони Божої Матері «Крильце», що знаходилася в західній вежі монастирської огорожі, надали у користування православній громаді. Понад сорок років це був єдиний храм, який діяв на території Тихвінського та Бокситогорського районів.

## Сучасність
У 1995 році монастир було повернуто Російській православній церкві, Успенський собор відновлено та освячено. Ґрунтовна реставрація інших споруд монастиря відбулася після 2004 року, коли чудотворна ікона повернулася до монастиря з Америки. Зокрема, були відтворені Омутна і Таємнича вежі, що не збереглися.
З 2001 по 2008 рік у монастирі спочивали мощі преподобного Антонія Димського.

## Споруди

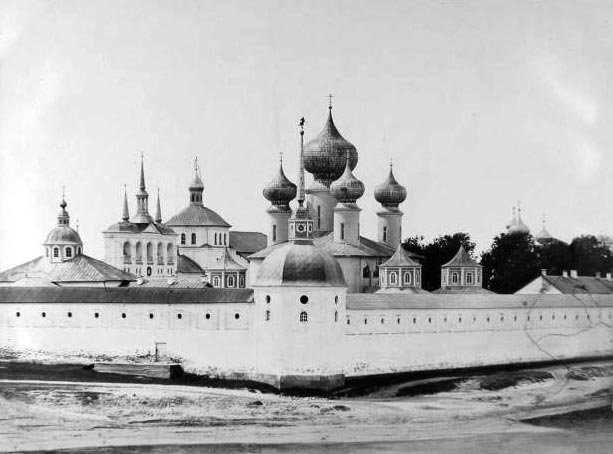
Загальний вигляд монастиря у 1883 році

- Трикупольний Успенський собор був побудований для зберігання ікони за 45 років до заснування монастиря, приблизно тією ж артіллю, що і собор Хутинського монастиря; можливо, під наглядом італійського («фрязького») архітектора[1]. У XVIII столітті він зазнав ряду змін: був розібраний боковий вівтар в честь свят. Миколая, кілька довгих і вузьких вікон перед чудотворною іконою були замінені одним великим, чавунні плити підлоги були замінені лещадними, амвон став гранітним[1]. Крім того, настінний живопис собору у XVIII столітті був зчищений, і стіни знову були розписані під керівництвом іконописця Лонгіна Шустова [1] . У XIX столітті обнесений галереєю з масивними кубічними межами.

- Покровська церква (1581) із трапезною палатою. У XVIII столітті надбудована масивним восьмериком із напівкруглими вікнами. Передбачувані форми XVII століття, включаючи мальовничі ряди кокошників, були відновлені в післявоєнний період за проектом реставратора Ст. Екк.

- Дзвіниця 1600 р. будівлі п'ятигнізна, чотириповерхова. Під час пожежі 1623 року постраждала від вибуху, тому що в одному з гнізд зберігався порох[1]. Була відновлена до 1631 артіллю мулярів, яких прислав князь Дмитро Пожарський[5]. У 1777 році ґрунтовно перебудована в дусі провінційного класицизму. Після руйнування у роки ІІ Світової війни, відтворено у 1960-ті роки за проектом К. А. Степанова у передбачуваних давньоруських формах. До початку XXI століття занепала (у тому числі і від регулярних розливів довколишнього ставка), що зажадало ремонтних робіт, які завершилися в 2020 [6].

- Келійні корпуси: Архімандричі келії (1682—1684 рр.), Келарські келії (1684—1685 рр.), Євфиміївські палати (Патріарші келії, 1699—1700), Казенні келії (Архієрейський корпус, 1699) Майже всі вони набули нинішнього вигляду внаслідок реставраційних робіт XX—XXI ст.
- Огорожа з вежами.
- Надбрамні церкви у вежах на честь ікони Тихвінської Божої Матері (освячено 13 вересня 1791 року) та Миколу Чудотворця (освячено 1798 року)
- Церква Тихвінської ікони Божої Матері («Галечко») XVIII століття, перебудована у 1863 році за проектом Миколи Бенуа.

Реставратори XX і XXI століть при відтворенні зовнішності споруд орієнтувалися на зображення XVII—XVIII ст.ст., зокрема на мініатюру із зображенням монастиря, що збереглася в ілюстрованому (лицьовому) рукописі «Сказання про ікону Богородиці Тихвінської» першої половини XVIII століття (зберігається в Російській національній бібліотеці).

## Дзвони[1]
- Великий - найбільший з монастирських дзвонів, був відлитий у Москві в 1808 році і перелитий після пошкодження в 1813 році в Тихвіні (при цьому в сплаві збільшилася кількість міді). Його вага після переливу зросла з 500 до 635 пудів. На дзвоні при лиття були зображені ікони з храмів монастиря: Вознесіння Господнього, Покрова Пресвятої Богородиці, Тихвінської та Бесідної Божої Матері.
- Полієлейний - вагою близько 300 пудів, подарований монастирю царем Федором Івановичем на згадку про царя Івана Васильовича і царевича Івана Івановича в 1589 р. (за іншими даними - в 1584[5]).
- Вседенний - вагою 240 пудів, відлитий у вересні 1776 р. при архімандриті Євфимію II майстром Олексієм Дмитровичем Євдокимовим.
- Ранній - вагою в 119,5 пудів (119 пудів і 20 фунтів ), в 1802 р. перелитий при архімандриті Герасимі зі старого дзвону 1549 р. з додаванням міді.
- Трапезний і великопосний - 40 пудів 15 фунтів вагою, відлитий 20 січня 1803 року за ігумена Герасима, як випливало з напису на ньому.
- Сигнальний - близько 23 пудів вагою, вилитий у 1553 році.

Крім того, в монастирі було до тринадцяти малих дзвонів вагою від 13 пудів до 6 фунтів, що використовувалися для трезвону та відбою чверті години, і 68-пудовий дзвін без написів для замовних та ранніх служб.

## Галерея

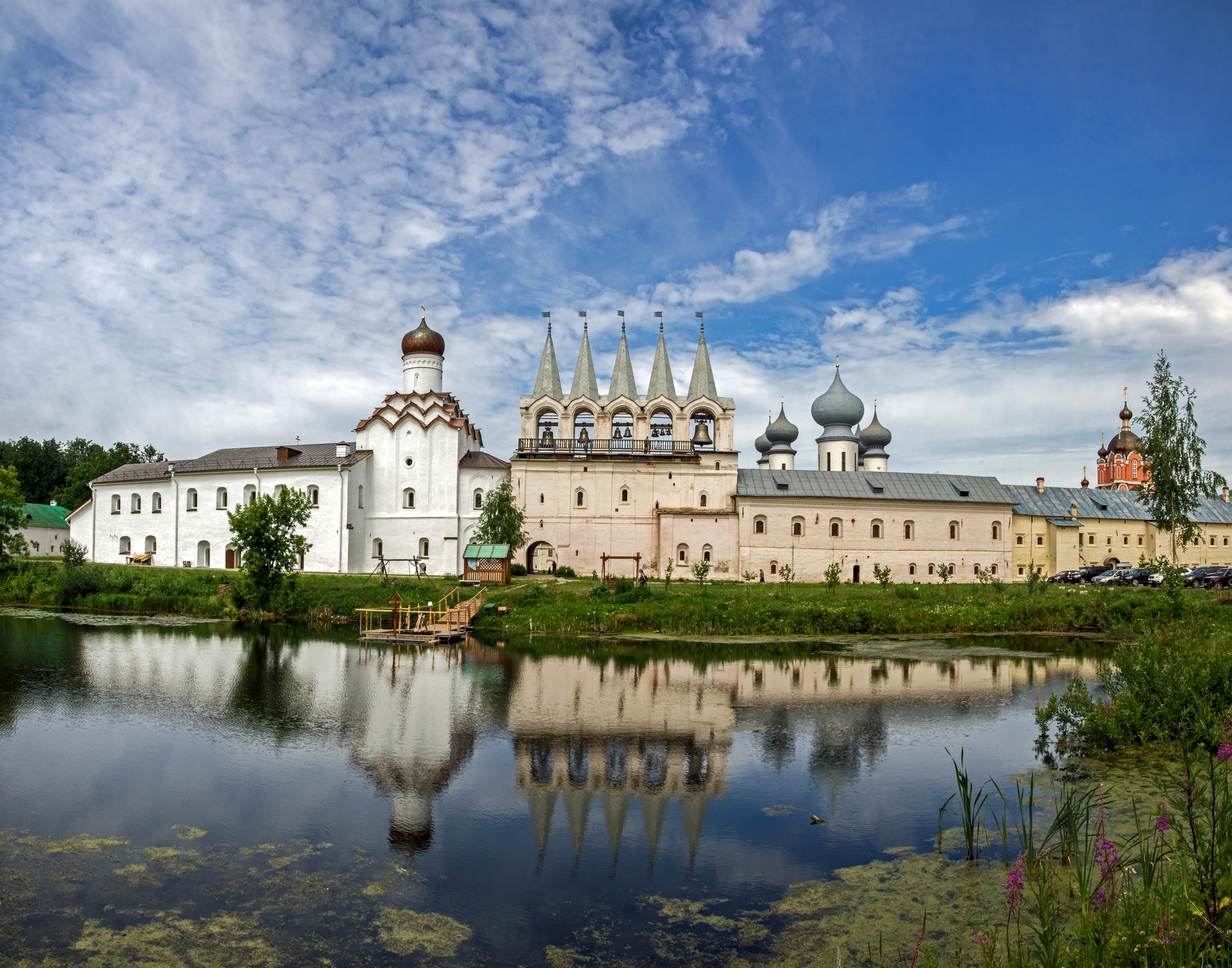
Вид на дзвіницю з боку Сиркового озера
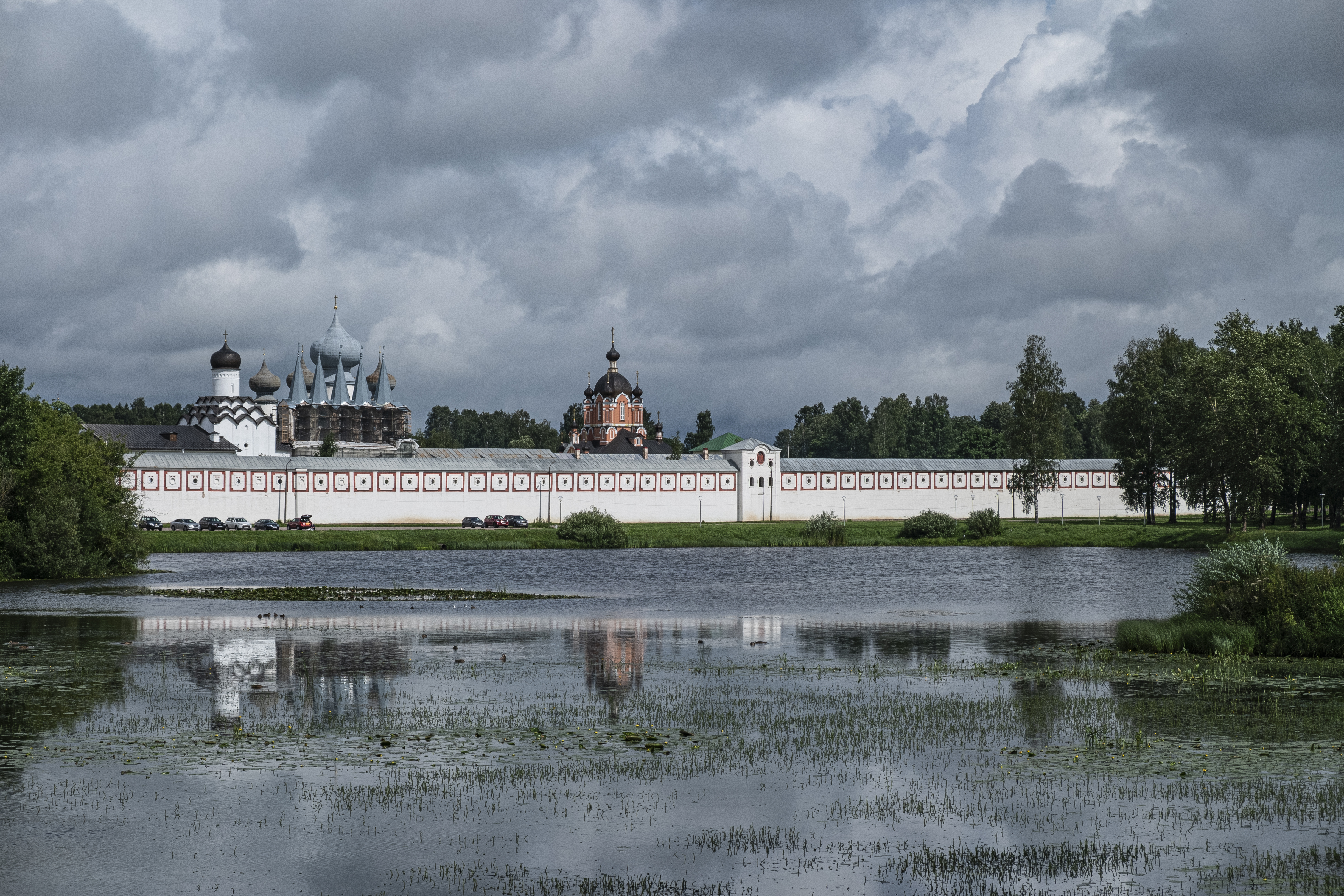
Південна стіна монастиря
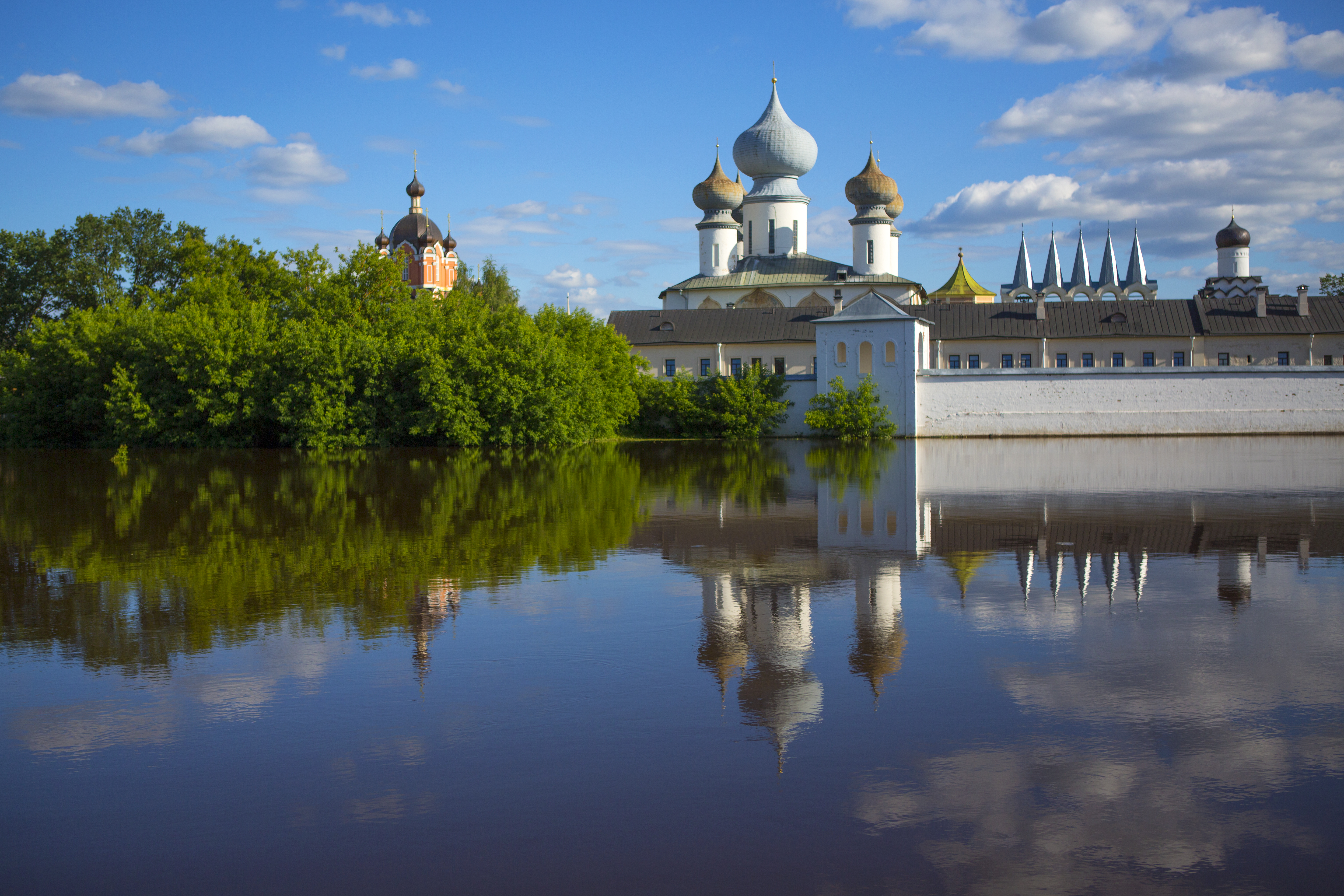
Розлив Тихвінки у липні 2021 року

## Настоятелі монастиря
| Настоятелі монастиря             | Настоятелі монастиря                                                | Настоятелі монастиря |
| Дати                             | Настоятель                                                          | Коментарі |
| -------------------------------- | ------------------------------------------------------------------- | --- |
| 11 лютого 1560 — 22 жовтня 1571  | ігумен Кирило (…— 1571)                                             | |
| 1 листопада 1571 — …             | ігумен Герман                                                       | |
| … — …                            | ігумен Сильвестр                                                    | |
| … — 1581                         | ігумен Ксенофонт                                                    | переведений в Новгородський Кирилівський монастир                                                                            |
| 1582 — 1611                      | ігумен Йосиф                                                        | |
| 1612 — 25 лютого 1615            | ігумен Онуфрій (…— 1628)                                            | рукоположений на єпископа Астраханского                                                                                      |
| 1615 (1614) — 19 лютого 1617     | ігумен Макарій (…— 1626)                                            | рукоположений на єпископа Вологодського                                                                                      |
| 1617 — 1621                      | ігумен Трифон                                                       | |
| 1621 — 1623                      | ігумен Васіян                                                       | |
| 1624 — 1632                      | ігумен Олександр                                                    | |
| 1632—1634                        | ігумен Сергій                                                       | |
| 22 липня 1634 — 10 червня 1640   | ігумен Герасим (Кремльов) (…—1650)                                  | рукоположений на єпископа Сибірського й Тобольського; 1636 року саме він займався реставрацією Тихвінської чудотворної ікони |
| 1640—1648                        | ігумен Сергій                                                       | вдруге |
| 1648—1649                        | ігумен Симеон                                                       | |
| жовтень 1649—1653                | ігумен (із 14 (24) липня 1651 — архімандрит) Пімен (…—1666)         | звільнений на спокій |
| 1653—1656                        | архімандрит Йосиф                                                   | |
| 4 березня 1657 — 20 жовтня 1659  | архімандрит Нікон (…—1660)                                          | |
| 1660—1661                        | архімандрит Яків                                                    | |
| 30 жовтня 1661 — 1 січня 1665    | архімандрит Йосиф (…—1681)                                          | переведений до Московського Новоспаського монастиря                                                                          |
| 1665 — 20 березня 1668           | архімандрит Корнилій (…—1698)                                       | переведений будівничим до Зеленецько-Троїцького монастиря                                                                    |
| 1668 — 2 вересня 1674            | архімандрит Йона (Баранов) (1635—1699)                              | рукоположений на єпископа Вятського                                                                                          |
| 27 січня 1675 — березень 1676    | архімандрит Макарій (…—1696)                                        | переведений в Соловецький монастир                                                                                           |
| квітень 1676—1678                | архімандрит Єфрем                                                   | |
| лютий 1678 — лютий 1680          | архімандрит Варсонофій                                              | переведений в Новоєрусалимський монастир                                                                                     |
| березень 1680 — 8 січня 1690     | архімандрит Макарій (…—1696)                                        | вдруге; переведений в Хутинського монастиря                                                                                  |
| 8 січня 1690 — 14 вересня 1694   | архімандрит Євфимій (…—1694)                                        | втопився в Ладозькому озері                                                                                                  |
| 8 січня 1695—1696                | архімандрит Макарій (…—1696)                                        | втретє |
| 1697—1708                        | архімандрит Боголіп (…—1710)                                        | звільнений на спокій до Спасо-Нередицького монастиря                                                                         |
| 1708—1717                        | архімандрит Павло                                                   | |
| 1717—1718                        | архімандрит Рувим                                                   | |
| 13 лютого 1719 — 22 мая 1722     | архімандрит Варлаам (Вонатович) (бл. 1680—1751)                     | рукоположений на єпископа Київського                                                                                         |
| 1722—1726                        | архімандрит Павло                                                   | переведений до Спасо-Євфимієвого монастиря                                                                                   |
| 19 березня 1727—1743             | архімандрит Феодосій (…—1744)                                       | звільнений на спокій |
| 1743—1744                        | ігумен Адріан                                                       | |
| 28 березня 1744—1751             | архімандрит Сильвестр (…— не раніше 1756)                           | переведений до Хутинського монастиря                                                                                         |
| 22 серпня 1751—1762              | архімандрит Леонід (…—1762)                                         | |
| 1762 — 17 липня 1763             | архімандрит Павло (Гребневський) (…—1770)                           | рукоположений на єпископа Володимирського                                                                                    |
| 16 вересня 1763—1766             | архімандрит Наркіс (…— не раніще 1772)                              | переведений до Хрестовоздвиженського Бізюкового монастиря                                                                    |
| 1776                             | архімандрит Євфимій (другий)                                        | Напис на монастирському Вседневному дзвоні стверджує, що в 1776 році архімандритом був Євфимій                               |
| Не раніше 1776 — 24 березня 1788 | архімандрит Феодосій (…—1792)                                       | звільнений на спокій |
| 31 березня 1788 — 7 травня 1795  | архімандрит Ігнатій (Ушаков) (1731—1796)                            | переведений до Московського Симонового монастиря                                                                             |
| 30 травня 1795 — 27 лютого 1810  | архімандрит Герасим (Князєв) (…—1829)                               | переведений до Московського Симонового монастиря                                                                             |
| 28 лютого 1810 — 11 жовтня 1823  | архімандрит Самуїл (…—1828)                                         | звільнений на спокій |
| 1823 — 2 квітня 1851             | архімандрит Іларіон (Кирилов) (1776—1851)                           | |
| 19 травня 1851 — 10 серпня 1855  | архімандрит Петро (…—1855)                                          | |
| 11 жовтня 1855—1874              | архімандрит Володимир (Кобилін) (…—1874)                            | |
| 1893 — 11 травня 1894            | Ісаакій (Положенський) (1828—1894)                                  | |
| 22 серпня 1894 — 16 червня 1913  | архімандрит Йоаникій (Мальцев) (…—1913)                             | |
| 21 серпня 1913 — вересень 1924   | єпископ Антоній (Дем'янський) (1866 — прибл. 1926)                  | арештований |
| до 1927 — після 1929             | архімандрит Феодосій                                                | обновленець |
| до 1933 — …                      | «єпископ» Миколай (Строганов)                                       | обновленець |
| 1930-і — 1995                    | період закриття                                                     | період закриття |
| 30 червня 1995 — 18 липня 1999   | ієромонах (із 17 квітня 1997 — ігумен) Олександр (Гордєєв) (1928—…) | |
| 18 липня 1999 — 5 березня 2015   | архімандрит Євфимій (Шашорін) (1972—2015))                          | |
| із 5 березня 2015                | ігумен, священноархімандрит Мстислав (Дячина) (1967)                | |